# Pacte du Quincy

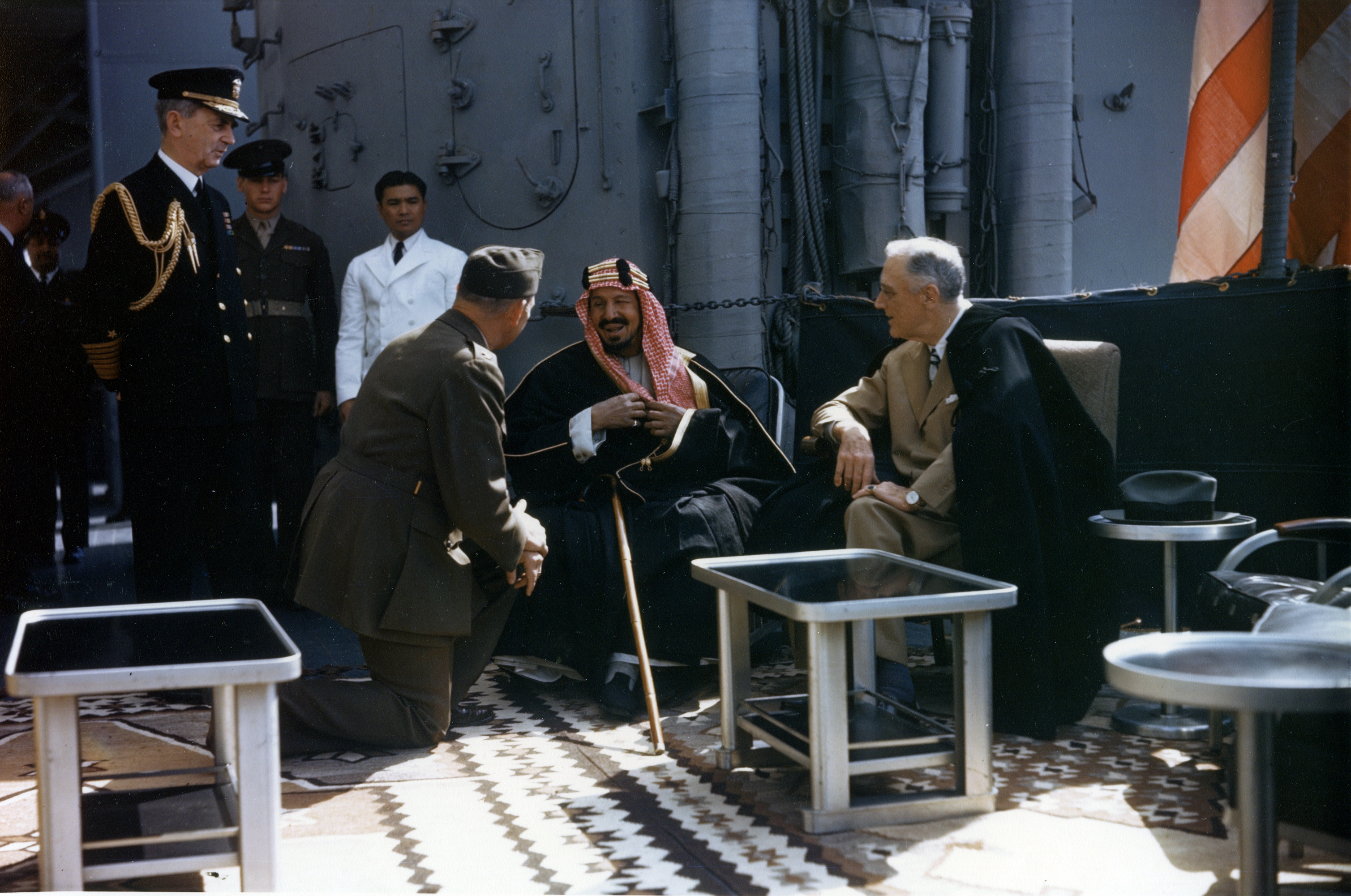
Le président Franklin Roosevelt en compagnie du roi Abdelaziz Al Saoud, du colonel (qui sert d'interprète, un genou au sol) et de l'amiral William Leahy (debout, à gauche) sur l'USS Quincy.

Le pacte du Quincy est le surnom donné à la rencontre du 14 février 1945 sur le croiseur USS Quincy (CA-71) entre le roi ibn Saoud, fondateur du royaume d'Arabie saoudite, et le président des États-Unis Franklin Roosevelt, de retour de la conférence de Yalta, en Crimée.

## Discussions
Début 1945, à l'insu des Britanniques, le président américain propose à ibn Saoud de le rencontrer, ainsi que l'empereur d'Éthiopie Haïlé Sélassié Ier et le roi Farouk d'Égypte, à l'occasion de son retour de la conférence de Yalta. Roosevelt rencontre les trois chefs d'État le même jour, alors que son croiseur mouille dans le lac Amer (en plein canal de Suez, ainsi protégé de toute attaque par un sous-marin), en Égypte.
Roosevelt et ibn Saoud débattent d'égal à égal d'abord de la colonisation juive en Palestine, Roosevelt tentant d’obtenir l’appui du roi pour la création d’un foyer national juif en Palestine, chose qui lui fut catégoriquement refusée,,. La discussion passe ensuite à la Syrie et au Liban, concernant le départ des Français et l'indépendance de ces deux pays.

## Notion de «pacte»
Selon des publications de journalistes - mais pas d'historiens - les deux chefs d'État auraient abordé le sujet de l'avenir de la dynastie saoudienne et du pétrole arabe. Un pacte aurait été signé, garantissant à la monarchie saoudienne une protection militaire en échange d'un accès au pétrole,. Il s’articule sur quatre points :
- la stabilité de l’Arabie saoudite fait partie des « intérêts vitaux » des États-Unis qui assurent, en contrepartie, la protection inconditionnelle de la famille Saoud et accessoirement celle du Royaume contre toute menace extérieure éventuelle ;
- par extension, la stabilité de la péninsule arabique et le leadership régional de l’Arabie saoudite font aussi partie des « intérêts vitaux » des États-Unis ;
- en contrepartie, le Royaume garantit l’essentiel de l’approvisionnement énergétique américain, la dynastie saoudienne n’aliénant aucune parcelle de son territoire, les compagnies concessionnaires ne seraient que locataires des terrains. Aramco bénéficie d'un monopole d'exploitation de tous les gisements pétroliers du royaume pour une durée d'au moins soixante ans ;
- les autres points portent sur le partenariat économique, commercial et financier saoudo-américain ainsi que sur la non-ingérence américaine dans les questions de politique intérieure saoudienne.

## Pas de pacte
Cependant pour l'historien Henry Laurens ; « Le pacte du Quincy est une légende urbaine qui résume à une seule entrevue plusieurs décennies de relations arabo-saoudiennes, bien plus complexes qu’on ne le pense de l’extérieur », en réalité le président Roosevelt et le roi Ibn Saoud « n’évoquent pas la question du pétrole (...) l’affaire a déjà été réglée ». Le contenu des discussions à bord du USS Quincy a été partiellement publié dès 1948, puis intégralement en 1954 et 1969 : il n'y est pas question de pétrole. Quant à cette rencontre, en 2005[pas clair], elle se serait limitée à un communiqué commun.
Le roi saoudien a bien signé un accord, mais avec la Standard Oil of California (Socal) dès 1933 pour une concession de 60 ans dans l'est de l'Arabie saoudite, concession partagée avec la Texas Oil Company (Texaco) à partir de 1936, puis l'accord est étendu en superficie en 1938, intégrant en 1948 la Standard Oil of New Jersey (Esso) et la Standard Oil of New York (Socony) au sein de l'Arabian American Oil Company (Aramco). Le pétrole d'Arabie saoudite est destiné à l'approvisionnement des forces armées, notamment l'US Navy, pas au marché américain qui est alors encore largement couvert par les gisements exploités aux États-Unis.

## Postérité
Les promesses verbales de Roosevelt concernant la Palestine, renouvelées par écrit dans une lettre datée du 5 avril 1945, n'ont pas été respectées par le président suivant, Truman, qui va laisser faire la fondation d'Israël.
Liée aux États-Unis pendant toute la guerre froide, l'Arabie saoudite prend ses distances au début des années 2010, en réponse à la non-intervention militaire du pays pendant la guerre civile syrienne et au rapprochement irano-américain qui fait suite à l'élection d'Hassan Rohani à la présidence de la république islamique d'Iran. En conséquence, l'Arabie saoudite refuse son siège obtenu par l'élection du Conseil de sécurité des Nations unies de 2013. Selon l'anthropologue marocain Faouzi Skali, en garantissant la protection de l’Arabie saoudite, le pacte de Quincy permet au wahhabisme de s’étendre, y compris en Afrique et de concurrencer d'autres écoles islamiques.